# Ingvar Garell
Ingvar Elof Garell, född 10 december 1901 i Råda församling, Göteborgs och Bohus län, död 28 maj 1979 i Hedvig Eleonora församling, Stockholm, var en svensk tennisspelare och flerfaldig svensk mästare i dubbel aktiv på elitnivå från cirka 1925 och hela 1930-talet.
Ingvar Garell var aktiv under samma period som Sune Malmström, Marcus Wallenberg (1899–1982), och under senare delen av karriären Curt Östberg, Kalle Schröder och Nils Rohlsson. Garell lyckades aldrig vinna något svenskt mästerskap i singel, men nådde vid ett tillfälle final mot Sune Malmström. Han förlorade det mötet knappt efter att i ett skede först ha spelat till sig två matchbollar. Garell har beskrivits som vesslesnabb på banan.
Garell var främst dubbelspelare och vann 1927–1939 nio svenska mästerskapstitlar, första gången med John Söderström, de övriga åtta tillsammans med någon av Schröder, Rohlsson eller Östberg. Bland meriterna finns också tre svenska mästerskap i mixed dubbel perioden 1927–1937. Den första titeln vann han tillsammans med Sigrid Fick.
Garell deltog i det svenska Davis Cup-laget tillsammans med Wallenberg och Malmström 1926–1929 och selade totalt 7 matcher, han vann två av dem. I ett möte mot Tjeckoslovakien 1928 tog Garell set på storspelaren, sedermera tyske DC-spelaren, Roderich Menzel. Garell deltog 1936 i det första svenska Kings Cup-laget.
Ingvar Garell spelade också bordtennis på svensk elitnivå. Som tennisspelare var han ofta inbjuden att spela med kung Gustaf V, som brukade spela under pseudonymen Mr G. Garell gav 1938 ut boken Sådan var han Mr G på Bonniers Förlag
Garell var också tillsammans med Nils Åhlund huvudredaktör för boken Svensk lawntennis 1906-1931 som utgavs av Svenska lawntennisförbundet. Ingvar Garell är begravd på Norra begravningsplatsen utanför Stockholm.